# 공정능력지수
공정력지수(Process Capability Index, Cp) 또는 공정능력비는 공정(Process)을 개선하기 위해서 요구되는 수준과 업무 결과에 대한 비교를 통해 공정능력을 측정하기 위한 방법이다. 이는 요구 수준(Specification)이 한계(최대값3σ, 최소값σ)내에서 공정을 통해 산출되는 결과가 나올 수 있는지를 알 수 있다.

## Cp 와 Cpk
공정능력지수(Cp)만으로는 정확도를 제대로 반영하지 못하는 단점이 있다. 이 때문에 중심에서 떨어진 거리 k를 고려하여 Cp에서 이러한 치우침만큼 보정해 주는 치수가 필요한데 이것을 Cpk라고 한다. Cp와 Cpk는 StdDev(within) 즉 단기 표준편차를 이용해서 구한 값이며 이는 군내변동만을 고려한 상태이다.

## Pp와 Ppk
공정에서 얻어진 전체 샘플의 군내 변동과 군간 변동을 다 포함한 StdDev(Overall) 즉 장기표준편차를 이용해서 구한 공정능력지수를 Pp,Ppk라고 한다.
만약 Cp와 Pp사이의 차이가 심하다면 그것은 군간의 변동이 심하다고 할 수 있으며 이것은 공정이 안정되어 있지 않은 상태이므로 공정능력지수를 이용하여 평가하는 것이 큰 의미가 없다.

## 목표치를 고려한 Cpm
Cpk와 Ppk는 공정의 산포와 규격한계에 대해 평균이 치우친 정도를 나타낸다 그러나 이는 목표치(T)를 감안하지 않은 지수이다. 목표치를 고려할 경우, 특히 목표치가 규격한계 내에 있지 않다면 문제가 된다.
이를 고려한 공정능력지수인 Cpm은 공정의 규격 한계와 목표치가 주어진 경우 공정평균({\displaystyle {\hat {\mu }}})이 목표치에서 얼마나 벗어나 있는지를 보여 주는 지수이다.

## 공정능력지수 공식
| Index | Description |
| --- | --- |
| {\displaystyle {\hat {C}}_{p}={\frac {USL-LSL}{6\times {\hat {\sigma }}}}}                                                                                   | 공정이 중심에 위치할 경우 공정이 할 수 있는 능력을 평가한다. 공정결과는 정상분포하고 있다고 가정한다.                                                                         |
| {\displaystyle {\hat {C}}_{pk}=\min {\Bigg [}{USL-{\hat {\mu }} \over 3\times {\hat {\sigma }}},{{\hat {\mu }}-LSL \over 3\times {\hat {\sigma }}}{\Bigg ]}} | 공정의 목표치가 설정된 한계 안에 있을 때 공정의 능력을 평가한다. 만약 목표치가 이 안에 들지 않은 경우라면 능력이 과대평가될 수 있다. 공정결과는 정상분포하고 있다고 가정한다. |
| {\displaystyle {\hat {C}}_{pm}={\frac {{\hat {C}}_{p}}{\sqrt {1+\left({\frac {{\hat {\mu }}-T}{\hat {\sigma }}}\right)^{2}}}}}                               | 목표치에 공정능력이 얼마나 근접했는지를 평가한다. 항상 0보다 크다. 공정결과는 정상분포하고 있다고 가정한다.                                                                   |

## 공정능력지수의 활용
- 공정이 공차를 어느 정도 잘 유지할 수 있는지를 예측할 때
- 제품개발 및 설계단계에서 어떤 공정을 선택할지 또는 변경할 때
- 관리도 운영에 있어서 부분군 채취 간격을 설정할 필요가 있을 때
- 새로운 장비들의 기능상 필요 조건을 규정할 때
- 제조공정의 품질 변동의 감소가 필요한 때
- 신뢰할 수 있는 거래처를 선정할 때